# Östra Skottjärnen
Östra Skottjärnen är en sjö i Hagfors kommun i Värmland och ingår i Göta älvs huvudavrinningsområde. Sjön har en area på 0,0801 kvadratkilometer och ligger 325 meter över havet. Sjön avvattnas av vattendraget Svartån (Älgsjöbäcken).

## Delavrinningsområde
Östra Skottjärnen ingår i det delavrinningsområde (664374-139273) som SMHI kallar för Utloppet av Älgsjön. Medelhöjden är 312 meter över havet och ytan är 22,98 kvadratkilometer. Det finns inga avrinningsområden uppströms utan avrinningsområdet är högsta punkten. Svartån (Älgsjöbäcken) som avvattnar avrinningsområdet har biflödesordning 3, vilket innebär att vattnet flödar genom totalt 3 vattendrag innan det når havet efter 397 kilometer. Avrinningsområdet består mestadels av skog (74 procent). Avrinningsområdet har 1,91 kvadratkilometer vattenytor vilket ger det en sjöprocent på 8,3 procent.